# Håkan Magnusson Toresfostre
Håkan Magnusson (död 1094), kung av Trøndelag och Oppland  1093-1094. Han var son till Magnus Haraldsson men fosterson till Steigar-Tore och fick därför tilläggsnamnet Toresfostre. Fosterfadern Steigar-Toreen var en mäktig man från Steig i Sör-Fron i Oppland.
Håkon gjorde sig populär genom skattesänkningar.
Enligt de isländska sagorna hyllades han 1093 i Tröndelagen och Oplandene som kung när farbrodern, kung Olav Kyrre dog, medan kusinen Magnus Barfot blev kung i Viken. Förhållandet mellan de båda kungarna beskrivs som konfliktfyllt. Håkan dog av sjukdom, under ripjakt på Dovrefjäll och begravdes i Kristuskyrkan i Nidaros. Han blev omkring 25 år gammal.